# Pawel Popow (Biologe)
Pawel Popow, eigentlich Pawel Popow Mindorowski (bulgarisch Павел Попов Миндоровски; * 16. August 1902 in Kruschowene; † 16. Februar 1988) war ein bulgarischer Biologe.

## Leben
Popow studierte in Belgien. 1932 trat er der Bulgarischen Kommunistischen Partei bei. Er gehörte auch der Bulgarischen Akademie der Wissenschaften an.
In seinen wissenschaftlichen Arbeiten befasste er sich mit der Systematik, Selektion und Hybridisierung landwirtschaftlicher Nutzpflanzen. Außerdem arbeitete er zur Spezialisierung und Konzentration der damalig sozialistisch geprägten bulgarischen Landwirtschaft. Er züchtete neue Sorten von Erdnuss, Mohn, Paprika, Sesam und Weizen.
Popow wurde als Held der Sozialistischen Arbeit ausgezeichnet.